# 托爾奇諾維奇
49°28′44″N 23°4′58″E / 49.47889°N 23.08278°E
托爾奇諾維奇（烏克蘭語：Торчиновичі），是烏克蘭西部的村莊，隸屬利維夫州的桑比爾區。該村始建於1254年，面積1.65平方公里，海拔高度324米，2001年人口1,048，人口密度每平方公里635.15人。